# Calliergis tropicalis
Calliergis tropicalis là một loài bướm đêm trong họ Noctuidae.